# Aufbaustift
Ein Aufbaustift oder Aufbaustiftplättchen wird in Schließzylindern benötigt, die durch Schlüssel mit mehr als einer Codierung geöffnet werden können sollen. Das ist sinnvoll, wenn bei einer Schließanlage manche Schlösser mit Schlüsseln geöffnet werden sollen, die unterschiedliche Schließbärte besitzen.
Der Aufbaustift wird zwischen Kernstift und Gehäusestift eines Zuhaltungsstiftpaares eingefügt. Die betreffende Zuhaltung wird dadurch in zwei statt nur eine Trennungsebene geteilt. Sehr niedrige Aufbaustifte haben eher die Form eines Plättchens.
Ein Schließzylinder enthält gewöhnlich mehrere Zuhaltungsstifte, die je eine Teilungsebene haben. Sofern nur je eine Teilung pro Zuhaltungsstift vorhanden ist, kann nur ein Schlüssel die Türe öffnen. Um in Schließanlagen mehrere unterschiedliche Schlüssel am gleichen Schließzylinder benutzen zu können, muss die Anzahl der Teilungsebenen erhöht werden.
Dazu werden Kern- und Gehäusestift entsprechend gekürzt und die ursprüngliche Länge des Zuhaltungsstiftes durch den Aufbaustift wieder hergestellt.
Wird ein Zuhaltungsstift beispielsweise mit zwei Aufbaustiften ergänzt, so können drei unterschiedliche Schlüssel verwendet werden. Verteilt man dagegen zwei Aufbaustifte auf zwei Zuhaltungsstifte mit je einem Plättchen, so können vier verschiedene Schlüssel verwendet werden. Mit der Verteilung der Aufbaustifte auf mehrere Zuhaltungsstifte wird der Schließzylinder anfälliger für Lockpicking.
Am Beispiel einer Zentral-Schließanlage in einem Dreifamilienhaus ermöglichen Aufbaustifte etwa folgende Funktion:
- Der Schließzylinder des Haustürschlosses erhält zwei Aufbauplättchen in einem Zuhaltungsstift. Dadurch können drei verschiedene Schlüssel die Haustüre öffnen.
- Die Schließzylinder an den drei Wohnungstüren erhalten anstelle des Stiftes mit den Aufbauplättchen …
  - nur gewöhnliche Kern- und Gehäusestifte (für jede Türe anders), wenn kein Hauptschlüssel vorgesehen ist, der alle Türen öffnen soll
  - wenigstens ein Aufbauplättchen, wenn neben dem Wohnungsschlüssel auch ein Hauptschlüssel jede Wohnungstüre öffnen soll.

Schlösser mit Aufbaustiften eignen sich für Zentralschloss- und Hauptschlüsselanlagen. Wenn nur eine Zentralschlossfunktion gefordert wird, kann beispielsweise am zentralen Schließzylinder der Haustüre einer oder mehrere Zuhaltungsstifte entfallen, die in jedem Wohnungsschloss vorhanden sind, aber mit jeweils unterschiedlichen Längen. So codieren die zusätzlichen Stifte die Schließzylinder der Wohnungstüren so, dass auf jede Wohnungstüre nur ein Wohnungsschlüssel passt.